# Osthimosia mariae
Osthimosia mariae är en mossdjursart som beskrevs av Hayward 1992. Osthimosia mariae ingår i släktet Osthimosia och familjen Celleporidae. Inga underarter finns listade i Catalogue of Life.